# 韋弗利 (密西根州)
韋弗利（英語：Waverly）是位於美國密西根州伊頓縣的一個普查規定居民點。

## 人口
根據2020年美國人口普查的數據，韋弗利的面積為23.72平方千米，當中陸地面積為23.58平方千米，而水域面積為0.14平方千米。當地共有人口23812人，而人口密度為每平方千米1,003.88人。